# Hesperandra guianensis
Hesperandra guianensis är en skalbaggsart som beskrevs av Tavakilian 2000. Hesperandra guianensis ingår i släktet Hesperandra och familjen långhorningar. Inga underarter finns listade i Catalogue of Life.